# Иванов, Виталий Петрович (военный)
Виталий Петрович Иванов (1925—2016) — советский военный, награждённый пятью орденами Красной Звезды, полковник.

## Биография
Родился 4 декабря 1925 года в деревне Быстрая Голышмановского района Тюменской области.
В 1941 году окончил 8 классов и вскоре началась Великая Отечественная война. Учёба в школе окончилась, и в 1942 году Виталий пошел работать на завод, чтобы прокормить семью, так как умер отец и в семье, где воспитывалось пятеро детей, он остался за старшего. В январе 1943 года, когда ему уже исполнилось 17 лет, был призван в ряды Красной Армии и зачислен курсантом 2-го Омского военно-пехотного училища, где проходил обучение в течение следующих шести месяцев. В июле 1943 года, после сдачи экзаменов, все курсанты были отправлены в район боевых действий под Курск. Военную службу проходил сначала в составе 8-го гвардейского танкового корпуса, а затем  — 28-й гвардейской мотострелковой бригады рядовым автоматчиком, а позже — разведчиком-наблюдатели в роте 82-мм миномётов. После Курской битвы часть, в которой служил Виталий Иванов, освобождала Украину. Под Житомиром он получил свое первое ранение в голову. Продолжил воевать, освобождал Польшу и Восточную Пруссию. В боях за Гданьск получил второе ранение. Войну окончил под Берлином в городе Пренцлау.
После окончания войны поступил в Горьковское военно-политическое училище и в 1948 году окончил его с присвоением звания лейтенанта. С 1948 по 1984 годы проходил военную службу на различных должностях в полку, дивизии и армии. В 1956 году в составе советских войск участвовал в подавлении венгерского восстания, в этом же году окончил Военно-политическую академию. Прослужив в армии в общей сложности 41 год, в феврале 1984 года в звании полковника, имея инвалидность II группы, В. П. Иванов был уволен в запас.
После выхода на пенсию участвовал в общественной жизни: являлся постоянным членом Совета ветеранов Чеховской районной общественной организации ветеранов (пенсионеров) войны, труда, Вооруженных сил и правоохранительных органов. Также вёл работу с молодежью по патриотическому воспитанию, часто проводя встречи в школе. В 2014 году в преклонном возрасте пронес по Чехову факел Паралимпийских игр.
Умер 30 июня 2016 года в городе Чехов Московской области.

## Награды
- пять орденов Красной Звезды;
- орден Отечественной войны I степени;
- орден «Знак Почёта»;
- ордена Славы 2-й и 3-й степеней;
- также награжден многими медалями, в числе которых «За боевые заслуги».